# Segunda Rebelión de Tarnovo
La Segunda Rebelión de Tárnovo (en búlgaro: Второ търновско въстание, Vtoro tarnovsko vastanie) fue un levantamiento búlgaro contra el dominio otomano en la antigua capital de Bulgaria, Veliko Tárnovo, que estalló en 1686 y fue severamente aplastada por las autoridades otomanas.
En 1686, Rusia, Sajonia, Brandenburgo y Baviera se unieron a la Liga Santa contra el Imperio otomano. Rostislav Stratimirović, un descendiente de la dinastía medieval Shishman decidió aprovechar la situación internacional, y estableció relaciones con el patriarca ruso Joaquín y visitó Moscú para preparar la sublevación. En su ausencia, la rebelión estalló prematuramente y fue condenado. Rápidamente volvió a Tarnovo, donde fue proclamado príncipe de Bulgaria después de que la ciudad fuera brevemente liberada, con cerca de 4.000 personas reunidas. 
Sin embargo, las autoridades otomanas reaccionaron de inmediato y rápidamente recapturados la ciudad utilizando ejército regular, brutal supresión de la sublevación. Rostislav Stratimirović huyó del territorio otomano y se estableció en Rusia, donde se casó con la sobrina del patriarca, María Dubrovska.
La única fuente sobre la rebelión es la crónica familiar del clan de Rostislavov-Dubrovski, ahora desaparecidos. Su legendario personaje hace que muchos historiadores duden de su autenticidad y la consideran "una hermosa leyenda". Sin embargo, los archivos otomanos en efecto, hablan de actividades insurgentes en la región de Tarnovo durante este período, concentrado en el pueblo de Arbanasi.